# Цинкон
Цинкон (2-гидрокси-2′-карбокси-5-сульфоформазилбензол) — органическое соединение с химической формулой C20H16N4O6S для основания и C20H15N4NaO6S для натриевой соли. Азокраситель, применяющийся как металлоиндикатор в аналитической химии и микроскопии. Фиолетовые кристаллы, плохо растворимые в воде и хорошо в водно-щелочных растворах. В щелочной среде образует ярко окрашенные синие комплексы с ионами некоторых металлов, наиболее важным взаимодействием считается реакция с цинком и медью, так как она позволяет проводить одновременное определение этих ионов при разных значениях pH.
Синонимы: 1-(2-гидрокси-5-сульфофенил)-5-(2′-карбоксифенил)-3-фенилформазан.

## Свойства
Порошок из кристаллов, от тёмно-красного до тёмно-фиолетового цвета. Молярная масса основания 440,43 г/моль. Плохо растворим в воде, растворим в ацетоне, легко растворим в спирте, уксусной кислоте (растворимость улучшается для горячей). Также хорошо растворим в водных растворах щелочей, где образует оранжевую окраску.
Водно-щелочные растворы цинкона образуют сильно окрашенные в синий цвет комплексы с ионами цинка, меди, кобальта, никеля и других металлов, при этом не реагируя с магнием и щелочноземельными элементами. Образование в таких растворах комплекса с медью и цинком при разных значениях водородного показателя используется как основа для аналитического определения одновременного присутствия этих элементов. Окрашивание с медью происходит при pH 5,0—6,0; с цинком при pH 8,5—9,5; чувствительность для цинка составляет 0,2 мг/литр для оптической плотности 0,05.

## Применение
Применяется для определения меди и цинка в аналитической химии, а также в микроскопии животных тканей. Для целей микроскопии с использованием спектрофотометрии готовят раствор из 0,13 г цинкона в 2 мл. нормального раствора гидроксида натрия, затем доводят объём до 100 мл, используя дистиллированную воду или этанол.